# Липовецька міська рада

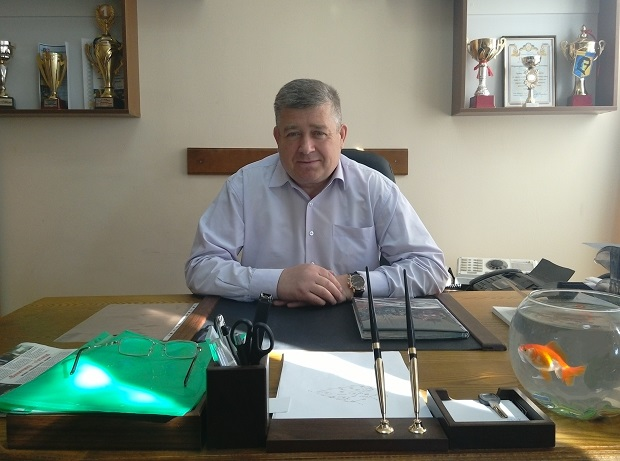
Міський голова — Микола Терентійович Грушко

Липове́цька міська́ ра́да — адміністративно-територіальна одиниця та орган місцевого самоврядування в Вінницькому районі Вінницької області. Адміністративний центр — місто Липовець.

## Загальні відомості
- Липовецька міська рада утворена 13 вересня 2001 року.
- Територія ради: 10,33 км²
- Населення ради: 8 181 особа (станом на 1 січня 2020 року)
- Територією ради протікає річка Сіб.

## Населені пункти
Міській раді підпорядковані населені пункти:
- м. Липовець

## Склад ради
Рада складається з 26 депутатів та голови.
- Голова ради: посада вакантна
- Секретар ради: посада вакантна

### Керівний склад попередніх скликань
| ПІБ                           | Основні відомості                                               | Дата обрання | Дата звільнення |
| ----------------------------- | --------------------------------------------------------------- | ------------ | --------------- |
| Притула Олександр Миколайович | Міський голова, 1954 року народження, безпартійний              | 26.03.2006   | 31.10.2010      |
| Майданюк Микола Іванович      | Міський голова, 1963 року народження, освіта вища, безпартійний | 31.10.2010   | 13.11.2015      |
| Грушко Микола Терентійович    | Міський голова, ВО "Батьківщина"                                | 13.11.2015   | 25.10.2020      |
| Грушко Микола Терентійович    | Міський голова, партія "Українська стратегія Гройсмана"         | 25.10.2020   | 20.12.2020      |

Примітка: таблиця складена за даними сайту Верховної Ради України